# Формулы Мольвейде

Треугольник на плоскости.

Формулы Мольвейде — тригонометрические зависимости, выражающие отношения между длинами сторон и значениями углов при вершинах некоторого треугольника, открытые К. Б. Моллвейде (хотя были известны и ранее, например, Ньютону).

## Описание
Формулы Мольвейде имеют следующий вид:
{\displaystyle {\frac {a+b}{c}}={\frac {\operatorname {cos} \;{\frac {A-B}{2}}}{\operatorname {sin} \;{\frac {C}{2}}}};}
{\displaystyle {\frac {a-b}{c}}={\frac {\operatorname {sin} \;{\frac {A-B}{2}}}{\operatorname {cos} \;{\frac {C}{2}}}},}
где A, B, C — значения углов при соответствующих вершинах треугольника и a, b, c — длины сторон, соответственно между вершинами B и C, C и A, A и B.
Формулы названы в честь немецкого математика Карла Мольвейде. Формулы Мольвейде удобно использовать при решении треугольника по двум сторонам и углу между ними:146 и по двум углам и прилежащей к ним стороне. 
Аналогичные соотношения в сферической тригонометрии носят название формул Деламбра:83.
Рассмотрим вывод только первого соотношения, поскольку доказательство второго аналогично.
{\displaystyle {\frac {a+b}{c}}={\frac {\operatorname {cos} \;{\frac {A-B}{2}}}{\operatorname {sin} \;{\frac {C}{2}}}};}
Из теоремы синусов:
{\displaystyle {\frac {a}{\sin A}}={\frac {b}{\sin B}}={\frac {c}{\sin C}}}
имеем:
{\displaystyle {\frac {a}{c}}={\frac {\sin A}{\sin C}}}
{\displaystyle {\frac {b}{c}}={\frac {\sin B}{\sin C}}}
откуда следует:
{\displaystyle {\frac {a+b}{c}}={\frac {\sin A+\sin B}{\sin C}}}
С учетом формулы двойного угла для синуса:
{\displaystyle \sin C=2\sin {\frac {C}{2}}\cos {\frac {C}{2}}},
а также формулы для суммы синусов:
{\displaystyle \sin A+\sin B=2\sin {\frac {A+B}{2}}\cos {\frac {A-B}{2}}}
имеем:
{\displaystyle {\frac {a+b}{c}}={\frac {\sin A+\sin B}{\sin C}}={\frac {\sin {\frac {A+B}{2}}\cos {\frac {A-B}{2}}}{\sin {\frac {C}{2}}\cos {\frac {C}{2}}}}}
По теореме о сумме углов треугольника:
{\displaystyle C=\pi -(A+B)}
откуда с учётом формулы приведения для косинуса следует, что:
{\displaystyle \cos {\frac {C}{2}}=\cos {\frac {\pi -(A+B)}{2}}=\sin {\frac {A+B}{2}}}
как следствие имеем:
{\displaystyle {\frac {a+b}{c}}={\frac {\cos {\frac {A-B}{2}}}{\sin {\frac {C}{2}}}}}
что и требовалось доказать.

## Применение
Поделив отдельно правые и левые части последних формул, сразу получим теорему тангенсов